# Корман (Крагујевац)
Корман је насељено место града Крагујевца у Шумадијском округу. Налази се 7 km североисточно од Крагујевца, на десној долинској страни Лепенице. Према попису из 2022. има 596 становника (према попису из 2011. било је 630 становника).

## Географија
Делови села се налазе са обе стране Јабучке реке и називи крајева су Ерски, Бубан и Брђани, такође постоји и циганска махала. Највиши врх села је Самар са 242 метра. Средња годишња вредност апсолутно максималне је 16,6 °C, а вредност апсолутно минималне је 5,8 °C. Влада изузетно дуга јесен, која продужава вегетациони период. Средња годишња вредност падавина је 645,5 mm. Максимална је у мају, јуну и јулу. Недовољно је падавина, али распоред је доста повољан јер је максимум у периоду вегетације.
Водени токови су: Лепеница, Јабучка река, Црквина и Бубански поток, Јеленац и Ћосин поток.
У геолошком саставу су најраспрострањеније метаморфне стене, које су најстарије, и преовлађују кристални шкриљци прве групе архајске старости. Има и седиментних стена, наталожених у кенозоику, за време постојања језера у овом делу Шумадије. Евидентирано је присуство лежишта руда гвожђа и магнезита, а од корисног стеновитог материјала има мермера. Најраспрострањенија су гајњаче и скелетна земљишта у педолошком саставу. Површина атара је 775 ha.

## Историја
Корман је настао крајем XVIII века и у првим деценијама XIX века (1788-1804). Име насеља Корман није постало на данашњем месту, него су га донели први досељеници. Ти први родови доселили су се на ово место из села Корман из левог слива Биначке Мораве.
Међу сеоским крајевима најстарији је део Бобан. За време Првог српског устанка досељено је 6 родова, а после 1915. још 10 родова.
Корманци су највећим делом пореклом из Старе Србије, области Лепенице, Бугарске, слива Биначке Мораве, Старог Влаха, Понишавља...
Од старина у овом селу се налази Јеврејско гробље, о коме народ не зна ништа осим имена, Латинско гробље које је из римског периода, што је потврђено по римском новцу који се ту повремено налази. Постоји такође стари пут из турског периода. Сеоско гробље је на Брду у Брђанском крају.
Заветина су Врачеви у јулу, а Литије се носе на Бели четвртак. Постоји и манастир Корман.
Корман је насеље у Србији у општини Пивара у Шумадијском округу. Према попису из 2002. било је 692 становника (према попису из 1991. било је 765 становника). Насеље је основано 1815. године. Под њивама се налази 269,55 ha, воћњацима 35,47 ha, виноградима 4,2 ha, ливадама 18,49 ha, пашњацима 41,84 ha док остало земљиште заузима 1,83 ha.

## Демографија
У насељу Корман живи 559 пунолетних становника, а просечна старост становништва износи 42.2 година (40.6 код мушкараца и 43.7 код жена). У насељу има 231 домаћинство, а просечан број чланова по домаћинству је 3.00.
Ово насеље је у великим делом насељено Србима (према попису из 2002. године), а у последња три пописа, примећен је пад у броју становника.
|             | \| Демографија[2] \| Демографија[2] \| Демографија[2] \| \| Година \| Становника \| Становника \| \| -------------- \| -------------- \| -------------- \| \| 1948. \| 905 \| \| \| 1953. \| 890 \| \| \| 1961. \| 889 \| \| \| 1971. \| 879 \| \| \| 1981. \| 809 \| \| \| 1991. \| 765 \| 754 \| \| 2002. \| 692 \| 716 \| \| 2011. \| 630 \| \| \| 2022. \| 596 \| \| |            |
| Демографија | |            |
| Година      | Становника | Становника |
| 1948.       | 905 |            |
| 1953.       | 890 |            |
| 1961.       | 889 |            |
| 1971.       | 879 |            |
| 1981.       | 809 |            |
| 1991.       | 765 | 754        |
| 2002.       | 692 | 716        |
| 2011.       | 630 |            |
| 2022.       | 596 |            |

| Етнички састав према попису из 2002.‍ | Етнички састав према попису из 2002.‍ | Етнички састав према попису из 2002.‍ | Етнички састав према попису из 2002.‍ | Етнички састав према попису из 2002.‍ |
| ------------------------------------ | ------------------------------------ | ------------------------------------ | ------------------------------------ | ------------------------------------ |
|                                      |                                      |                                      |                                      |                                      |
| Срби                                 | Срби                                 |                                      | 628                                  | 90,75%                               |
| Роми                                 | Роми                                 |                                      | 51                                   | 7,36%                                |
| Црногорци                            | Црногорци                            |                                      | 2                                    | 0,28%                                |
| Македонци                            | Македонци                            |                                      | 1                                    | 0,14%                                |
| непознато                            | непознато                            |                                      | 9                                    | 1,30%                                |

| Година пописа     | 1948. | 1953. | 1961. | 1971. | 1981. | 1991. | 2002. |
| ----------------- | ----- | ----- | ----- | ----- | ----- | ----- | ----- |
| Број домаћинстава | 197   | 216   | 230   | 245   | 247   | 224   | 231   |

| Број чланова      | 1  | 2  | 3  | 4  | 5  | 6  | 7 | 8 | 9 | 10 и више | Просек |
| ----------------- | -- | -- | -- | -- | -- | -- | - | - | - | --------- | ------ |
| Број домаћинстава | 44 | 69 | 32 | 48 | 15 | 15 | 7 | 1 | 0 | 0         | 3,00   |

| Пол    | Укупно | Неожењен/Неудата | Ожењен/Удата | Удовац/Удовица | Разведен/Разведена | Непознато |
| ------ | ------ | ---------------- | ------------ | -------------- | ------------------ | --------- |
| Мушки  | 285    | 69               | 183          | 24             | 8                  | 1         |
| Женски | 299    | 43               | 182          | 54             | 17                 | 3         |
| УКУПНО | 584    | 112              | 365          | 78             | 25                 | 4         |

| Пол    | Укупно                    | Пољопривреда, лов и шумарство | Рибарство                            | Вађење руде и камена | Прерађивачка индустрија       |
| ------ | ------------------------- | ----------------------------- | ------------------------------------ | -------------------- | ----------------------------- |
| Мушки  | 121                       | 33                            | 0                                    | 0                    | 42                            |
| Женски | 86                        | 22                            | 0                                    | 0                    | 29                            |
| УКУПНО | 207                       | 55                            | 0                                    | 0                    | 71                            |
| Пол    | Производња и снабдевање   | Грађевинарство                | Трговина                             | Хотели и ресторани   | Саобраћај, складиштење и везе |
| Мушки  | 2                         | 6                             | 9                                    | 0                    | 8                             |
| Женски | 2                         | 1                             | 11                                   | 1                    | 0                             |
| УКУПНО | 4                         | 7                             | 20                                   | 1                    | 8                             |
| Пол    | Финансијско посредовање   | Некретнине                    | Државна управа и одбрана             | Образовање           | Здравствени и социјални рад   |
| Мушки  | 2                         | 0                             | 4                                    | 8                    | 3                             |
| Женски | 1                         | 2                             | 2                                    | 5                    | 7                             |
| УКУПНО | 3                         | 2                             | 6                                    | 13                   | 10                            |
| Пол    | Остале услужне активности | Приватна домаћинства          | Екстериторијалне организације и тела | Непознато            | Непознато                     |
| Мушки  | 2                         | 0                             | 0                                    | 2                    | 2                             |
| Женски | 2                         | 0                             | 0                                    | 1                    | 1                             |
| УКУПНО | 4                         | 0                             | 0                                    | 3                    | 3                             |